# Tony Richardson
Pour l’article homonyme, voir Richardson.
Cecil Antonio Richardson, dit Tony Richardson, est un producteur, réalisateur et scénariste britannique, né le 5 juin 1928 à Shipley (Angleterre) et mort le 14 novembre 1991 à Los Angeles (Californie).
Il fut l'un des animateurs du Free cinema britannique avec Karel Reisz, Lindsay Anderson et John Schlesinger.

## Biographie

### Formation et débuts professionnels
Fils d'Elsie Evans (Campion) et de Clarence Albert Richardson, chimiste, Tony Richardson étudie les lettres au Wadham College de l'université d'Oxford avant de collaborer, comme critique, à la revue cinématographique Sequence (en), admirative de l'œuvre de Jean Vigo et Jacques Prévert et spécialisée dans le cinéma d'auteur engagé. Il y rencontre Karel Reisz avec lequel il se lie d'amitié et réalise un court métrage en 1955. Il signe une adaptation d'Othello de Shakespeare pour la BBC la même année.

### Carrière cinématographique etFree cinema
En 1956, il fonde officiellement aux côtés de Karel Reisz et Lindsay Anderson le Free cinema, se voulant un cinéma hors des sentiers battus, plus « authentique » et reflétant une réalité sociale autre que celle des productions britanniques traditionnelles. Il est l'équivalent anglais de la Nouvelle Vague française qui voit le jour quelques années plus tard.
À la fin des années 1950, Richardson travaille pour le Royal Court Theatre à Londres et y révèle l'œuvre du dramaturge John Osborne dont il adapte deux pièces au cinéma : Les Corps sauvages et Le Cabotin, interprétées respectivement par Richard Burton et Laurence Olivier. Malgré sa méfiance de l'industrie cinématographique américaine, il accepte la proposition de la Twentieth Century Fox de porter à l'écran le classique de William Faulkner Sanctuaire, avec Yves Montand et Lee Remick.
Déçu par les contraintes du système hollywoodien, il revient au Royaume-Uni et s'y impose comme l'une des figures les plus marquantes d'un nouveau cinéma éloigné des pressions commerciales. Ses films traitent sans détour de problèmes sociaux et moraux puis des aléas d'une jeunesse en quête d'émancipation. Un goût de miel, qui évoque le cas d'une jeune fille enceinte d'un marin noir partant vivre avec un homosexuel, est récompensé au Festival de Cannes et au British Film Awards en 1961. En parallèle, il produit le premier long métrage de son ami Karel Reisz : Samedi soir, dimanche matin qui marque l'apogée du Free cinema. La Solitude du coureur de fond, véritable appel à la révolte, raconte l'histoire d'un jeune délinquant qui fait part de ses réflexions lors d'une course d'endurance.
En 1963, Richardson réalise l'adaptation du roman d'Henry Fielding Histoire de Tom Jones, enfant trouvé, contant les aventures picaresques d'un bâtard atterri dans le milieu noble anglais du XVIIIe siècle. Tom Jones : de l'alcôve à la potence, avec Albert Finney dans le rôle-titre, se veut un film picaresque qui ne recule pas devant les allusions grivoises. Il apporte à son réalisateur la reconnaissance internationale et les Oscars du meilleur film et du meilleur réalisateur.
Revenu aux États-Unis, il réalise pour la M.G.M. une comédie noire, Le Cher Disparu, sur le business des pompes funèbres. Il met ensuite en scène deux films avec Jeanne Moreau : Mademoiselle et Le Marin de Gibraltar. Peu à peu, il abandonne ses exigences conceptuelle et artistique mais signe encore quelques réussites comme La Charge de la brigade légère (un réquisitoire contre les actes d'héroïsme) et Ned Kelly avec Mick Jagger. Cependant, il ne retrouve jamais l'originalité et l'acuité du style des débuts. Sa biographie filmée de Vaslav Nijinski, réalisée en 1969, reste inachevée.
Dans les années 1980, Richardson tourne beaucoup pour la télévision mais revient ponctuellement au cinéma où il dirige des stars telles que Jack Nicholson dans Police frontière ou encore Jodie Foster et Nastassja Kinski dans L'Hôtel New Hampshire, d'après John Irving.

### Décès
Il meurt le 14 novembre 1991 à Los Angeles des suites du sida. Il était bisexuel. Avant son décès, il avait achevé Blue Sky qui ne sort qu'en 1994 en raison des difficultés financières de la société de production Orion Pictures. Ce film vaut à Jessica Lange l'Oscar de la meilleure actrice.

### Vie privée
Tony Richardson a été marié à Vanessa Redgrave de 1962 à 1967, actrice qu'il a dirigée à plusieurs reprises et avec laquelle il a eu deux filles, les actrices Natasha Richardson (1963-2009) et Joely Richardson (née en 1965).
Il quitte son épouse pour vivre avec Jeanne Moreau, qui le quitte ensuite pour un jeune marin. En 1972, il a une relation avec Grizelda Grimond, secrétaire de l'ancien associé de Richardson, Oscar Lewenstein, et fille de l'homme politique britannique Jo Grimond. Elle donne naissance à la troisième fille de Richardson, Katharine Grimond, le 8 janvier 1973.

## Filmographie

### Réalisateur
- 1955 : Othello (TV)
- 1955 : Momma Don't Allow
- 1958 : Les Corps sauvages (Look Back in Anger)
- 1960 : A Subject of Scandal and Concern (TV)
- 1960 : Le Cabotin (The Entertainer)
- 1961 : Sanctuaire (Sanctuary)
- 1961 : Un goût de miel (A Taste of Honey)
- 1962 : La Solitude du coureur de fond (The Loneliness of the Long Distance Runner)
- 1963 : Tom Jones : de l'alcôve à la potence (Tom Jones)
- 1965 : Le Cher Disparu (The Loved One) d'après le roman d'Evelyn Waugh
- 1966 : Mademoiselle
- 1967 : Le Marin de Gibraltar (The Sailor from Gibraltar)
- 1967 : Red and Blue (en)
- 1968 : La Charge de la brigade légère (The Charge of the Light Brigade)
- 1969 : La Chambre obscure (Laughter in the Dark)
- 1969 : Hamlet
- 1970 : Nijinsky: Unfinshed Project
- 1970 : Ned Kelly
- 1973 : A Delicate Balance
- 1974 : Dead Cert
- 1975 : Mahogany
- 1977 : Joseph Andrews
- 1978 : L'Affaire Peter Reilly (A Death in Canaan) (TV)
- 1982 : Police frontière (The Border)
- 1984 : L'Hôtel New Hampshire (The Hotel New Hampshire)
- 1986 : Verdict (The Penalty Phase) (TV)
- 1988 : Beryl Markham: A Shadow on the Sun (TV)
- 1990 : Women and Men: Stories of Seduction (TV)
- 1990 : The Phantom of the Opera (TV)
- 1994 : Blue Sky

### Scénariste
- 1961 : Un goût de miel (A Taste of Honey)
- 1967 : Le Marin de Gibraltar (The Sailor from Gibraltar)
- 1969 : Hamlet
- 1970 : Ned Kelly
- 1974 : Dead Cert
- 1977 : Joseph Andrews
- 1984 : L'Hôtel New Hampshire (The Hotel New Hampshire)

### Producteur
- 1960 : Samedi soir, dimanche matin (Saturday Night and Sunday Morning)
- 1961 : Un goût de miel (A Taste of Honey)
- 1962 : La Solitude du coureur de fond (The Loneliness of the Long Distance Runner)
- 1963 : Tom Jones : de l'alcôve à la potence (Tom Jones)
- 1964 : La Fille aux yeux verts (Girl with Green Eyes)

## Distinctions
- Oscar du meilleur film en 1963 pour Tom Jones.
- Oscar du meilleur réalisateur en 1963 pour Tom Jones.
- BAFTA du meilleur film en 1963 pour Tom Jones.
- Golden Globe Award : Meilleur film musical ou comédie en 1964 pour Tom Jones.